# Mulanje Mountains
Mulanje Mountains är en bergskedja i Malawi.   Den ligger i distriktet Mulanje District och regionen Southern Region, i den södra delen av landet.
Mulanje Mountains sträcker sig 32 kilometer i sydostlig-nordvästlig riktning. Den högsta toppen är Sapitwa, 3 002 meter över havet.
En annan bergstopp är Chambe Peak.